# Yetunde Oluwatosin Adeboyejo
Yetunde Oluwatosin Adeboyejo (née le 25 mai 1996 à Bariga) est une footballeuse professionnelle nigériane qui joue au poste d'attaquante pour le club israélien du Football Club Ramat HaSharon.

## Carrière de footballeuse
Repérée à l'âge de 16 ans par le prestigieux club nigérian du Rivers Angels FC, elle intègre son académie en 2012.

### Carrière junior
- 2012-2013 : Rivers Angels FC (Port Harcourt,Nigéria)

### Carrière professionnelle
Elle a commencé sa carrière professionnelle en tant que footballeuse professionnelle en 2013 avec son club formateur
- 2013-2014 : Rivers Angels Football Club (Port Harcourt, Nigéria)[1]
- 2014-2015 : Association sportive de la Banque de l'habitat (Tunis, Tunisie)[2]
- 2015-2018 : FK Minsk (féminines) (Minsk, Biélorussie)[3]
- 2018-2020 : Turun Weikot (Turku, Finlande)[4]
- 2020-2021 : Bnot Netanya F.C. (Netanya, Israël)[5]
- 2021-2022 : Maccabi Kishronot Hadera F.C. (Hadera, Israël)[6]
- 2022 : Football féminin Yzeure Allier Auvergne (Yzeure, France)[7]
- 2022 : F.C. Ramat HaSharon (Ramat HaSharon, Israël)

## Palmarès
- 2015, 2016, 2017 et 2018 : Championne de Biélorussie
- 2017 : Meilleure buteuse du championnat
- 2021-2022 : Meilleure révélation de l'année